# 愛しのニコレット
『愛しのニコレット』（原題：Nicolette）は、アメリカ合衆国の歌手ニコレット・ラーソンが1978年に発表した初のスタジオ・アルバム。

## 背景
ラーソンはリンダ・ロンシュタットと共に、ニール・ヤングのアルバム『アメリカン・スターズン・バーズ』（1977年）でバッキング・ボーカルを務めており、ヤングの次作『カムズ・ア・タイム』（1978年）にも引き続きラーソンが参加した。「溢れる愛」は、元々はヤングが『カムズ・ア・タイム』のために録音した曲で、最終的にはラーソンのヴァージョンとヤングのヴァージョンが同時期に発表された。また、ロンシュタットは本作の「恋するメキシカン」、「ギヴ・ア・リトル」、「カム・アーリー・モーニン」にゲスト参加している。
「あなたのとりこ」ではエドワード・ヴァン・ヘイレンがギター・ソロを弾いているが、本作のクレジットでは名前が伏せられ「?」と記載されている。ラーソンは1983年のインタビューで、この件に関して「彼はヴァン・ヘイレンの一員だったから名前を出してほしくなかった、それだけのことよ。彼らも活動を始めたばかりで、ヴァン・ヘイレンとしての活動に集中して、他のことには目もくれなかった」と語っている。なお、ヴァン・ヘイレンとラーソンは、いずれもテッド・テンプルマンのプロデュースによりデビューを果たしている。
「ルンバ・ガール」は、ジェシ・ウィンチェスターが「ルンバ・マン」というタイトルで発表した曲のカヴァーで、ラーソンは同曲のオリジナル・ヴァージョンが収録されたアルバム『ナッシング・バット・ア・ブリーズ』（1977年）の収録曲のうち2曲でバッキング・ボーカルを担当した。「ラスト・イン・ラヴ」はJ.D.サウザーとグレン・フライが提供した曲で、作者の1人サウザーは、1979年発売のアルバム『ユア・オンリー・ロンリー』で自身のヴァージョンを発表した。

## 反響・評価
本作は1979年2月にRIAAによってゴールドディスクの認定を受け、1979年3月3日付のBillboard 200で最高15位を記録し、自身唯一の全米トップ40アルバムとなった。本作からの第1弾シングル「溢れる愛」はBillboard Hot 100で8位を記録し、続く「ルンバ・ガール」は同47位に達した。
James Chrispellはオールミュージックにおいて5点満点中4点を付け「彼女が志向したいずれのジャンルにおいても、良い仕事を行う才能に恵まれていると思わせることに成功した」と評している。

## 収録曲
1. 溢れる愛 - "Lotta Love" (Neil Young) - 3:11
2. ルンバ・ガール - "Rhumba Girl" (Jesse Winchester) - 3:51
3. ユー・センド・ミー - "You Send Me" (Sam Cooke) - 3:55
4. あなたのとりこ - "Can't Get Away from You" (Lauren Wood) - 3:16
5. 恋するメキシカン - "Mexican Divorce" (Burt Bacharach, Bob Hillard) - 3:56
6. ベイビー・ドント・ユー・ドゥ・イット - "Baby Don't You Do It" (Holland-Dozier-Holland) - 3:41
7. ギヴ・ア・リトル - "Give a Little" (Bill Payne) - 2:59
8. 歓喜の天使 - "Angels Rejoiced" (Ira Louvin, Charlie Louvin) - 2:26
9. フレンチ・ワルツ - "French Waltz" (Adam Mitchell) - 4:21
10. カム・アーリー・モーニン - "Come Early Mornin'" (Bob McDill) - 2:41
11. ラスト・イン・ラヴ - "Last in Love" (J. D. Souther, Glenn Frey) - 3:44

## 参加ミュージシャン
- ニコレット・ラーソン - ボーカル、ギター、アコースティック・ギター、パーカッション、タンブリン
- Dave Kalish - ギター(on #1, #3)
- ポール・バレア - ギター(on #2, #4, #5, #6, #7, #8)、アコースティック・ギター(on #9)
- エドワード・ヴァン・ヘイレン - リードギター(on #4)
- ハーブ・ペダーセン - ギター(on #5, #10)、アコースティック・ギター(on #9)、バッキング・ボーカル(on #10)
- アルバート・リー - ギター(on #7)、マンドリン(on #8)
- フレッド・タケット - アコースティック・ギター(on #7)
- パトリック・シモンズ - アコースティック・ギター(on #9)
- ジェームズ・バートン - ドブロ・ギター(on #10)
- マーク・ジョーダン - キーボード(on #1, #3)
- ビル・ペイン - キーボード(on #2, #4, #5, #6, #7, #9, #11)
- ボブ・グラウブ - ベース(on #1, #2, #3, #4, #5, #6, #9, #10)
- クラウス・フォアマン - ベース(on #7)
- リック・シュロッサー - ドラムス(#8, #11を除く全曲)
- ヴィクター・フェルドマン - マラカス(on #2)、ヴィブラフォン(on #3, #7)
- ボビー・ラカインド - コンガ(on #4, #6)、トライアングル(on #9)
- テッド・テンプルマン - パーカッション(on #6)、バッキング・ボーカル(on #1, #3, #5, #7, #9)
- アンドリュー・ラヴ - サクソフォーン(on #1, #3, #7)
- プラス・ジョンソン - フルート(on #1)
- チャック・フィンドレー - ホーン・セクション(on #2, #6)
- ジム・ホーン - ホーン・セクション(on #2, #6)
- スティーヴ・マダイオ - ホーン・セクション(on #2, #6)
- ジミー・ハスケル - ストリングス・アレンジ(on #1, #3, #5, #9, #11)、ウッドウィンズ・アレンジ(on #3, #5)
- ヴァレリー・カーター - バッキング・ボーカル(on #3, #6)
- チャンキー - バッキング・ボーカル(on #4)
- マイケル・マクドナルド - バッキング・ボーカル(on #4)
- リンダ・ロンシュタット - バッキング・ボーカル(on #5, #7, #10)